# Пурпурные пергаментные рукописи

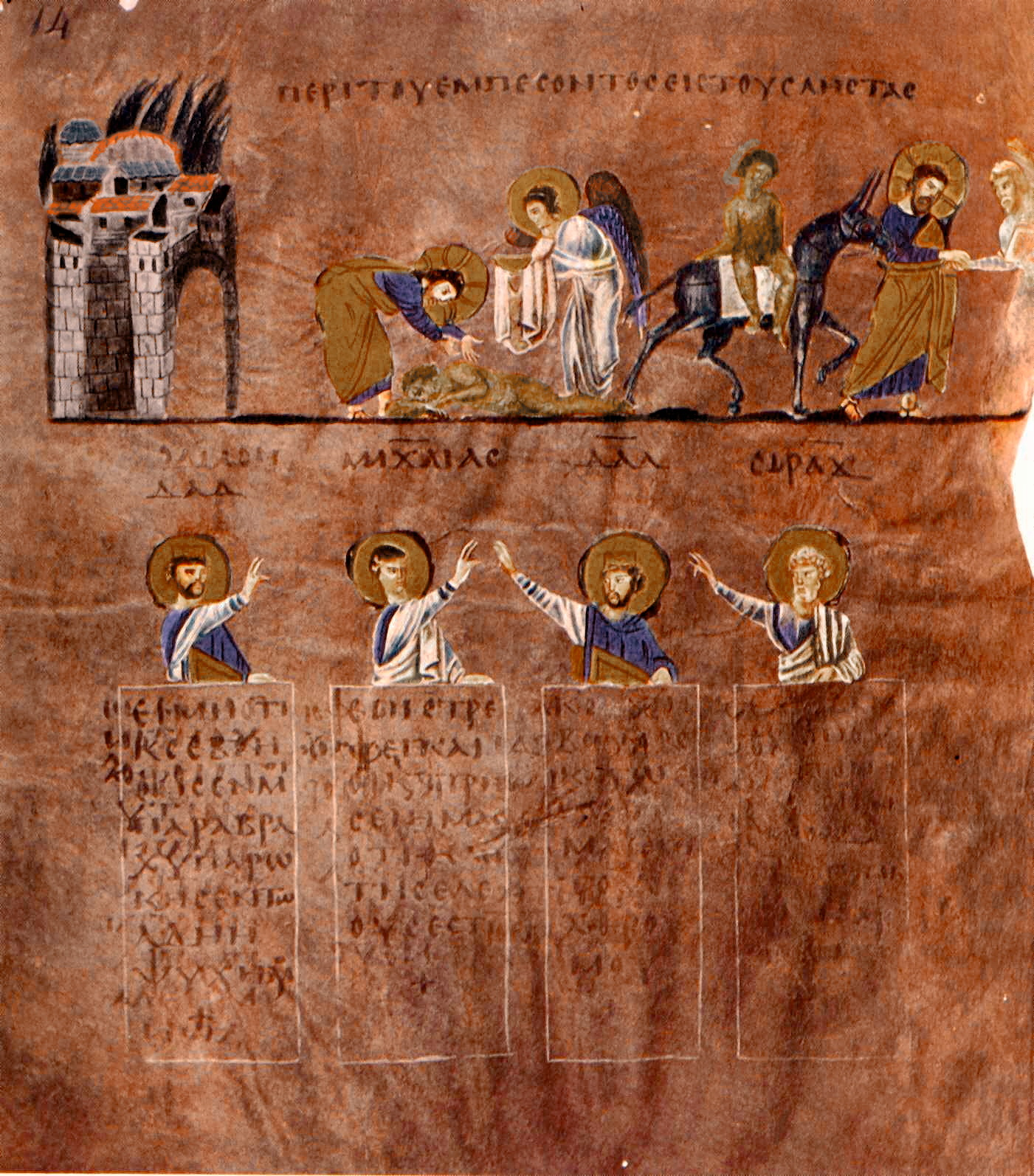
Лист 7 Кодекса Россано. Пурпур от времени изменил свой цвет. Миниатюры иллюстрируют притчу о добром самаритянине

Пурпу́рные перга́ментные ру́кописи (в единственном числе лат. Codex Purpureus) — разновидность манускриптов, выполненных в технике хризографии на особо выделанных сортах пергамента (веллум), окрашенных пурпуром, иногда с иллюстрациями. Все пурпурные рукописи — исключительно духовного содержания, преимущественно это Четвероевангелие, реже — Септуагинта и (отдельно) Псалтирь. Изготавливались в эпоху поздней Римской империи и Византии, а также на варварском Западе вплоть до правления Карла Великого. Первое упоминание о пурпурных рукописях содержится в одном из посланий Иеронима Стридонского от 384 года, в котором он осуждает богатых христианок, «заказывающих себе списки Священного Писания золотом по пурпурному пергаменту, облачённые в изукрашенные драгоценностями оклады». В Византийской империи и варварских королевствах такие рукописи изготавливались для церемониальных целей по заказу царствующих особ, иногда на пурпурном пергаменте была выполнена только часть рукописи.
Судя по латинским стихам монаха-переписчика Годескалька (VIII века, оформителя Евангелия Годескалька), пурпурные рукописи несли и определённое символическое значение:

Фоны пурпурные здесь письмена золотые покрыли;

Алою кровью гремящего царство открыто небес;

Радости райские нам звёздный чертог обещает;

В ярком сиянье торжественно слово Господне блестит.

Божьи заветы, одетые алыми розы цветами,

Нас сопричастными делают таинству крови Его.

В светлых же золота искрах и нежном серебряном блеске

К нам нисходит таинственно белое девство небес…— Перевод О. А. Добиаш-Рождественской.
К X веку книги, написанные золотыми и серебряными чернилами на пурпурном пергаменте, выходят из употребления, однако в Италии, Германии и Англии эта техника использовалась в официальных документах коронованных особ. Известны пурпурные грамоты императоров Священной Римской империи Оттона I (962), Оттона II (972), Конрада II (1035), Генриха IV (1074 и 1095 годов). В Италии даже частные грамоты могли изготавливаться в такой технике.

## Список пурпурных рукописей
Значительная часть сохранившихся рукописей датирована VI веком, изготовлены они в Византии или в государствах, испытывающих византийское влияние.

### Унциальные рукописи на греческом языке
Выделяются в единую группу унциальных рукописей Нового Завета антиохийского типа. Все перечисленные выполнены серебряными чернилами, а ряд сокращений (Господь, Христос, Израиль), украшений и таблиц оформлен золотыми чернилами.
| Название                       | Изображение | Каталожное или условное обозначение | Комментарий |
| ------------------------------ | ----------- | ----------------------------------- | --- |
| Петербургский Пурпурный кодекс |             | N или 022                           | Манускрипт VI века на греческом языке, содержащий фрагменты текстов четырёх Евангелий на 231 пергаментном листе (формат 32 × 27 см)                                             |
| Синопский кодекс               |             | O или 023                           | Манускрипт VI века на греческом языке, содержащий текст Евангелия от Матфея (в основном главы 13—24), на 44 пергаментных листах (32 × 27 см)                                    |
| Россанский кодекс              |             | Σ или 042                           | Манускрипт VI века на греческом языке, содержащий текст Евангелия от Матфея и Евангелия от Марка, на 188 пергаментных листах (31 × 26 см)                                       |
| Бератский кодекс               |             | Φ или 043                           | Манускрипт VI века на греческом языке, содержащий текст Евангелия от Матфея и Евангелия от Марка, на 190 пергаментных листах (31 × 27 см)                                       |
| Кодекс 080                     |             | ε 20                                | Манускрипт VI века на греческом языке, содержащий фрагменты текстов Евангелия от Марка на двух пергаментных листах. Текст на листе расположен в две колонки, 18 строк в колонке |

### Минускульные рукописи на греческом языке
Выполнены в технике хризографии минускульным почерком.
| Название    | Изображение | Каталожное или условное обозначение | Комментарий |
| ----------- | ----------- | ----------------------------------- | --- |
| Кодекс 565  |             | ε 93 или Кодекс императрицы Феодоры | Манускрипт IX века на греческом языке, содержащий текст Четвероевангелия на 392 пергаментных листах (17,6 × 19,2 см) с некоторыми лакунами                                          |
| Кодекс 1143 |             | ε 1035 или Beratinus 2              | Манускрипт IX века на греческом языке, содержащий текст Четвероевангелия (кесарийского типа) на 420 пергаментных листах (24 × 19 см) с некоторыми лакунами. Рукопись иллюминирована |

### РукописиСептуагинты
Сирийской работы
| Название         | Изображение | Каталожное или условное обозначение | Комментарий |
| ---------------- | ----------- | ----------------------------------- | --- |
| Венский Генезис  |             | L или cod. theol. gr. 31            | Сирийской работы, предположительно VI века. Унциальная рукопись серебряными чернилами, сохранились 24 богато иллюстрированных листа, включающих фрагменты Книги Бытия на греческом языке                                |
| Цюрихский кодекс |             | Т                                   | Маюскульная рукопись Псалтири на греческом языке, предположительно VII века. Первоначально включала 288 листов, из которых сохранились 233. Текст написан золотыми и серебряными чернилами, украшения частью киноварные |

### Греческий лекционарий
| Название              | Изображение | Каталожное или условное обозначение | Комментарий |
| --------------------- | ----------- | ----------------------------------- | --- |
| Неаполитанский кодекс |             | ℓ 46, также Венский кодекс 2        | Унциальный лекционарий на 182 листах (16,2 × 14,5 см). Выполнен серебряными чернилами предположительно в VI веке. На греческом языке |

### Старолатинские унциальные рукописи
Выделяются в единую группу, обозначенную буквами a, b, e, f, j, i. Выполнены серебряными чернилами, с золотыми
буквицами, заголовками и сокращениями. Текст рукописей относится к старолатинскому типу.
| Название                      | Изображение | Каталожное или условное обозначение | Комментарий |
| ----------------------------- | ----------- | ----------------------------------- | --- |
| Верчелльский кодекс           |             | Codex a                             | Манускрипт предположительно IV века, считается самой древней версией старолатинского Евангелия. Листов в рукописи 321 форматом 25 × 16 см                                      |
| Веронский кодекс              |             | Codex b                             | Вероятно IV или V века. На 381 листе (29 × 23 см). Текст — старолатинский |
| Палатинский кодекс            |             | Codex e или 2                       | Вероятно IV или V века. На 228 листах (36 × 25 см). Текст Евангелий — старолатинский                                                                                           |
| Кодекс из Брешии              |             | Codex f                             | Предположительно VI века. На 419 листах. Текст представляет собой нечто среднее между Вульгатой и старолатинским типом                                                         |
| Сареццанский Пурпурный кодекс |             | Codex j или 22                      | Видимо, V или VI века. С лакунами, включает фрагменты Евангелий от Луки и Иоанна, последнее выполнено другим писцом. Текст старолатинский, расположен двумя колонками на листе |
| Венский кодекс 1235           |             | Codex i или 17                      | Видимо, V или VI века. На 142 листах (26 × 19 см). Текст старолатинский |

### На готском языке
| Название          | Изображение | Каталожное или условное обозначение | Комментарий |
| ----------------- | ----------- | ----------------------------------- | --- |
| Серебряный кодекс |             |                                     | Предположительно создан в Италии для короля Теодориха Великого, точно датирован VI веком. Сохранились 188 листов из 336 (19,5 на 25 см). Единственная более или менее объёмная рукопись готского перевода Вульфилы. Выполнен серебряными чернилами; имена апостолов в аркадах внизу листа, а также первые три строки текста и начала разделов — золотые. Текст генетически связан с Кодексом из Брешии. |

### Раннесредневековые латинские пурпурные рукописи
В отличие от византийской традиции, пурпуром могли окрашиваться только листы, содержащие особо важные, с точки зрения заказчика, тексты или изображения.
| Название                     | Изображение | Каталожное или условное обозначение | Комментарий |
| ---------------------------- | ----------- | ----------------------------------- | --- |
| Стокгольмский Золотой кодекс |             | MS A. 35                            | Выполнен, предположительно, в Кентербери около 750 года, в оформлении сочетаются местный кельтский и итальянский художественный стили. Сохранилось 193 листа (39,5 × 31,4 см), окрашенных пурпуром и неокрашенных вперемежку через один. Пурпурные листы исписаны золотыми чернилами, неокрашенные — чёрными и киноварными, почерк — унциальный. Кодекс содержит старолатинское Четвероевангелие |
| Евангелие Годескалька        |             | BN NA.lat.1203                      | Выполнено между 781 и 783 годами в придворной мастерской в Ахене, образец Каролингского Возрождения. Включает 187 листов — все окрашены пурпуром, — и шесть иллюстраций. Выполнено монахом Годескальком, в честь которого и получило название |
| Имперское Евангелие          |             |                                     | Выполнено между 794 и 800 годами в придворной мастерской в Ахене. Текст написан золотыми и серебряными чернилами. Включает 236 листов (32,4 × 24,9 см), все окрашены пурпуром, иллюстрации носят следы византийского влияния |
| Евангелие из Сен-Рикёра      |             | Ms.4                                | Выполнено между 794 и 800 годами в придворной мастерской в Ахене. Текст написан золотыми и серебряными чернилами. Включает 198 листов (35 × 24,7 см), 188 из них окрашены пурпуром и исписаны унциалом, последние 10 листов не окрашены, их почерк — архаический каролингский минускул |
| Псалтырь Дагульфа            |             | Ms. 1861                            | Выполнено между 783 и 795 годами в придворной мастерской в Ахене. Текст написан золотыми и серебряными чернилами. Включает 161 лист (19,2 × 12 см). Три орнаментированные заставки в полную страницу (на пурпурном пергаменте) и 150 инициалов, но без фигурных миниатюр |
| Шантенейское Евангелие       |             | Ms. 18732                           | Выполнено в начале IX века в придворной мастерской в Ахене. Миниатюра евангелиста выполнена без обрамления на пустой странице, сплошь окрашенной пурпуром |
| Золотой кодекс из Лорша      |             | Pal. lat. 50                        | Выполнен в начале IX века в придворной мастерской в Ахене. Включает 474 листа форматом 37,4 x 27 см. Записан унциалом, только капитулярий выполнен каролингским минускулом. |
| Библия из Кава-де-Тиррени    |             | Ms. memb. I                         | Редкий образец испанского иллюминированного кодекса, выполненный, предположительно, в королевстве Астурия в начале IX века. Включает 330 листов (32 × 26 см). Пурпуром окрашены только некоторые листы, оформление рукописи весьма сложно |